# Dana Hamplová
Dana Hamplová (* 1973, Praha) je česká profesorka sociologie, která se specializuje na oblast rodiny a náboženství v současné společnosti. Působí v Sociologickém ústavu Akademie věd České republiky a v současnosti přednáší na Filozofické fakultě Západočeské univerzity v Plzni.[kdy?]

## Život
Dana Hamplová se narodila v Praze, kde vystudovala sociologii a bohemistiku na Filozofické fakultě Univerzity Karlovy a získala doktorát. Od roku 1998 působí v Sociologickém ústavu Akademie věd ČR. Roku 2012 získala post místopředsedkyně Rady Sociologického ústavu Akademie věd České republiky (SOÚ AV ČR) a začínaje rokem 2022 dosud zastává pozici předsedkyně vědecké rady. V letech 2002–2004 pracovala na univerzitě v německém Bambergu a mezi lety 2006 a 2010 byla zaměstnaná na univerzitě v kanadském Montrealu. Mezi roky 2011 a 2015 a od roku 2017 do roku 2021 působila v rámci Grantové agentury České republiky (GA ČR), Panelu pro sociologii, demografii, sociální geografii a mediální studia. V roce 2013 byla na Karlově univerzitě jmenována docentkou a roku 2018 profesorkou sociologie. Od téhož roku figuruje jako členka Akademického sněmu Akademie věd ČR. V letech 2015–2019 zastávala členství v Akademickém senátu Fakulty sociálních studií Masarykovy univerzity, od roku 2019 do současnosti v Akademickém senátu univerzity na Masarykově univerzitě. Od roku 2020 má členství v Akademickém shromáždění Akademie věd České republiky a od roku 2022 působí v řadách Akademického senátu Fakulty sociálních věd Univerzity Karlovy. Počínaje rokem 2022 se angažuje v roli členky Rady vlády pro výzkum, vývoj a inovace (RVVI). Dana Hamplová vyučovala na Filozofické fakultě a Přírodovědecké fakultě Univerzity Karlovy a aktuálně přednáší na Filozofické fakultě Západočeské univerzity v Plzni.

## Mezinárodní působení
Během studia působila na německé univerzitě Otto-Friedericha v Bambergu. Po získání titulu PhD. pracovala jako post-doc na univerzitě v kanadském Montrealu, kde se v roce 2006 připojila do Canada Research Chair v oblasti sociální statistiky a změn v rodině. V průběhu svého pracovního života působila v řadě mezinárodních organizací. Byla zvolena do exekutivního výboru European Consortium for Sociological Research (ECSR), kde vykonávala funkci tajemnice. Byla členem Board of Directors Consortium of European Social Science Data Archives (CESSDA). Od roku 2009 působí ve Vědeckém poradním sboru Evropského sociálního výzkumu. V roce 2023 byla zvolena členem prestižní European Academy of Sociology.

## Dílo
Dana Hamplová se ve svém díle zabývá kvantitativní sociologií, zejména sociologií rodiny. Dále se zaměřuje na výzkumy demografického chování, kvality života a sociálních nerovností. Dříve se věnovala i publikování prací o sociologii náboženství. Vydává nejen knihy ale i přispívá do prestižních časopisů vydávaných v zahraničí jako například Demography, European Sociological Review a dalších.

### Vybrané dílo

#### Knihy
- Náboženství v české společnosti na prahu 3. tisíciletí: kniha vydaná v roce 2013 je o náboženské scéně v české společnosti v posledních dvou desetiletích. V šesti kapitolách se zabývá náboženstvím a jeho souvislostí s věkem, pohlavím, vzděláním a socioekonomickým postavením. Dále popisuje náboženství v Evropě a to, čemu Češi věří.[9]
- Rodina a zdraví – jejich vzájemné souvislosti: kniha byla vydána v roce 2014. Na knize se mimo autorky Dany Hamplové podílely svými příspěvky Kristina Březinová, Jana Klímová Chaloupková a Olga Sivková. Kniha mapuje vztah mezi rodinou a zdravotním vztahem jedince. Řeší například následující témata: duševní zdraví, význam partnerských svazků a rodičovství.[10]
- Proč potřebujeme rodinu, práci a přátele: štěstí ze sociologické perspektivy: tato kniha je o štěstí a životní spokojenosti a jejich souvislostí s tím, jakým způsobem žijeme. Celkem obsahuje sedm kapitol, ve kterých se věnuje například českým kvantitativním výzkumům a tomu, jak šťastní Češi jsou nebo souvislosti mezi štěstím a bohatstvím.[11]

#### Editované knihy
- Moc krásy – Pomáhá krása a atraktivita k životnímu úspěchu
- České ženy: vzdělání, partnerství, reprodukce a rodina
- Na vzdělání záleží – Jak vzdělanostní rozdíly ovlivňují osudy lidí v české společnosti
- Kdo se (po)stará? Dítě mezi rodinou, státem a trhem
- Děti na psí knížku? Mimomanželská plodnost v České republice
- Životní cyklus. Sociologické a demografické perspektivy
- Mimomanželská plodnost v České republice po roce 1989: sociální a ekonomické souvislosti.

#### Články
- Důvěřuj a riskuj: Mezigenerační přenos generalizované důvěry a ochoty přijmout riziko (Sociologický časopis)
- Non-standard work schedules, gender, and parental stress (Demographic Research)
- Population-representative study reveals cardiovascular and metabolic disease biomarkers associated with misaligned sleep schedules (Sleep)
- The importance of Christianity, customs, and traditions in the national identities of European countries (Social Sciences Research)
- Choosing a Major and a Partner: Field of Study and Union Formation Among College-Educated Women in Europe. (European Journal of Population)
- Assessment of self-rated health: The relative importance of physiological, mental, and socioeconomic factors. (PLoS ONE)